# Komar (przełęcz)
Komar – przełęcz górska w Bośni i Hercegowinie. Wysokość przełęczy wynosi 927 metrów n.p.m. Przełęcz Komar rozdziela dorzecze Lašvy (dopływu Bośni od dorzecza Vrbasu. Przez przełęcz Komar prowadzi droga magistralna M-5, która łączy Donji Vakuf z Travnikiem. W przeszłości przez przełęcz Komar wiodła linia kolejowa z Travnika do Jajców. Linia pasażerska została zamknięta 15 października 1975, a trzy lata później zamknięty został też ruch towarowy na linii kolejowej przez Komar.
W miesiącach zimowych ruch przez przełęcz Komar jest często utrudniony.